# Speocropia randa
Speocropia randa là một loài bướm đêm trong họ Noctuidae.